# Metallica
Cet article concerne le groupe de heavy metal. Pour l'album, voir Metallica (album).
Metallica est un groupe américain  de heavy metal, originaire de Californie. Il est considéré comme l'un des plus grands groupes de metal de tous les temps. Formé à Los Angeles en 1981, le groupe est composé de James Hetfield (chant, guitare rythmique) et Lars Ulrich (batterie), ainsi que du guitariste Kirk Hammett (arrivé en 1983) et du bassiste Robert Trujillo, qui a rejoint le groupe en 2003. Les précédents membres du groupe incluent Dave Mustaine (après son exclusion, membre fondateur de Megadeth), les bassistes Ron McGovney (uniquement pour les démos), Cliff Burton (pour les trois premiers albums ; décédé en 1986) et Jason Newsted (prenant la suite de Burton jusqu'à son départ du groupe en 2001 et remplacé en 2003 par Trujillo). Le groupe a longtemps collaboré avec le producteur Bob Rock, qui a produit leurs albums de 1990 à 2003 et est devenu temporairement le bassiste studio intérimaire du groupe, entre le départ de Newsted et l'arrivée de Trujillo. Le groupe se forme au début des années 1980 lorsque Hetfield se rend à une annonce postée dans un journal local par le batteur Lars Ulrich.
Metallica est renommé entre autres pour sa musique metal, rapide et puissante, qui le place comme le leader des « Big Four of Thrash » (l'un des quatre plus grands groupes de thrash metal) avec Slayer, Megadeth et Anthrax. Le groupe s'est forgé une réputation mondiale chez les fans de musique underground et chez les critiques de la presse spécialisée grâce à leurs cinq premiers albums, dont le troisième, Master of Puppets (1986), est décrit comme l'un des albums les plus influents de la scène heavy thrash metal. En 1991, le groupe accède à une plus grande popularité grâce au succès commercial de leur cinquième album éponyme — surnommé « The Black Album » — qui arrive à la première place du classement Billboard 200 dès sa sortie. Dans cet album, le groupe explore diverses voies musicales avec des tempos plus longs et des rythmes massifs, ayant attiré l'attention d'une audience plus large. Il est l'album le plus vendu du groupe et s'est écoulé à 30 millions d'exemplaires dans le monde, ce qui en fait un des albums les plus vendus de l'histoire de la musique.
Depuis sa création, Metallica a produit onze albums studio, quatre albums live, cinq EP, 25 clips et 37 singles. Le groupe a remporté dix Grammy Awards et a classé six albums consécutifs directement à la première place du Billboard 200. Il se classe comme un des groupes les plus rentables de tous les temps, avec plus de 200 millions de disques vendus dans le monde,. Metallica a également été classé comme l'un des meilleurs groupes musicaux dans un bon nombre de magazines spécialisés, dont Rolling Stone qui le classe 61e dans son Top 100 des meilleurs groupes de tous les temps.
En 2012, Metallica fonde son propre label discographique indépendant, Blackened Recordings, et acquiert tous les droits de ses albums en studio. En 2014, Nielsen Soundscan annonce que l'album Metallica est devenu le premier depuis 1991 et le début de l'ère Soundscan à dépasser les 16 millions d'exemplaires vendus aux États-Unis, faisant de lui l’œuvre musicale la plus achetée, tous genres confondus (chiffre dépassé depuis par l'album Come On Over de Shania Twain sorti en 1997 et vendu à 17 millions d'exemplaires). En 2016, selon le magazine Billboard, Metallica est le 3e plus gros vendeurs de disques aux États-Unis depuis 1991 avec 54,26 millions d'unités écoulées - derrière la star de la musique country Garth Brooks (69,52 millions) et les Beatles (65,55 millions).

## Histoire

### Débuts (1981–1983)

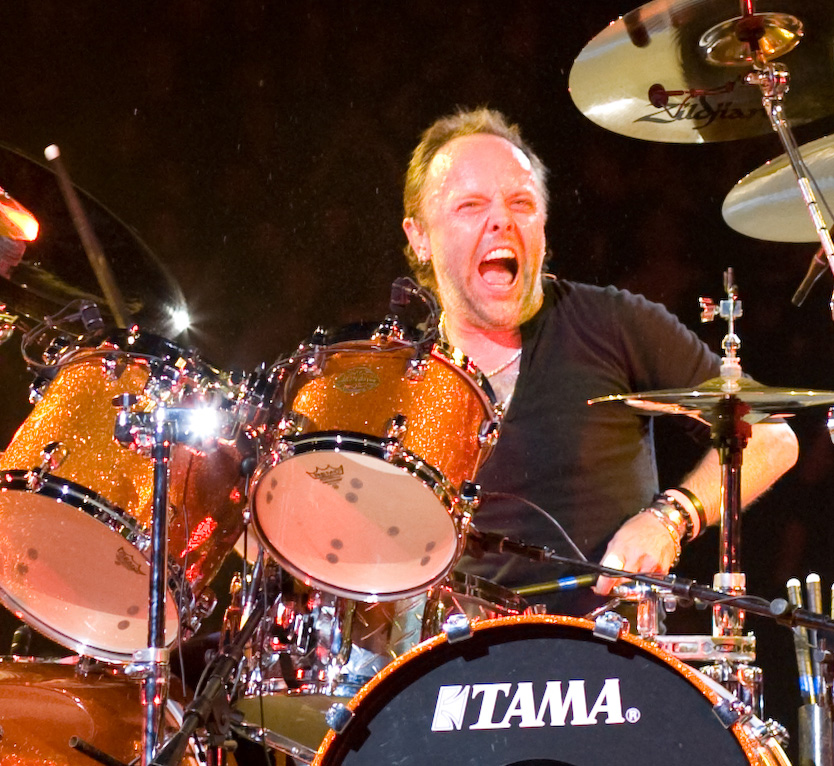
Lars Ulrich.

Metallica est formé à Los Angeles, en Californie, fin 1981. Tout commence lorsque le batteur Lars Ulrich publie une annonce dans un journal local de Los Angeles — The Recycler — disant : « batteur recherchant d'autres musiciens de metal pour une jam session avec Tygers of Pan Tang, Diamond Head et Iron Maiden ». Intéressés, les guitaristes James Hetfield et Hugh Tanner, du groupe Leather Charm (en), répondent à cette annonce. Bien qu'il n'ait à cette période formé aucun groupe, Ulrich demande au fondateur du label Metal Blade Records, Brian Slagel, s'il peut enregistrer une chanson à inclure dans la première compilation musicale de la série Metal Massacre. Slagel accepte, et Ulrich recrute Hetfield au chant et à la guitare rythmique. Le groupe se forme en octobre 1981, cinq mois après la première rencontre d'Ulrich avec Hetfield.
Ulrich demande alors à son ami Ron Quintana de lui trouver un nom définitif pour son groupe, celui-ci s'étant d'abord appelé Dehan, puis Phantom Lord. Quintana, qui cherche à fonder un magazine autour du hard-rock, a deux noms en tête pour son mensuel : « Metal Mania » et « Metallica ». Optant pour le premier nom, il laisse Lars Ulrich prendre le second : Metallica. Une seconde annonce est ensuite envoyée au journal The Recycler pour le recrutement d'un guitariste. Dave Mustaine y répond ; après avoir acheté du matériel musical hors de prix, Ulrich et Hetfield le recrutent. Début 1982, Metallica enregistre sa première chanson, Hit the Lights, pour la compilation Metal Massacre I. Hetfield y joue de la basse ; Lloyd Grant y est crédité pour les morceaux de guitare solo. La compilation Metal Massacre I sort le 4 juin 1982 ; les premiers articles de presse listent incorrectement le nom du groupe, le nommant « Mettallica » (avec deux « t »). Agacés par cette erreur, les membres du groupe réussissent à créer assez de « bouche-à-oreille » avec leur chanson et leur prestation sur scène le 14 mars 1982, au Radio City d'Anaheim, en compagnie de leur nouveau bassiste Ron McGovney, pour corriger cette erreur de frappe. Metallica enregistre ensuite sa première démo, Power Metal.
Le terme « thrash metal » est utilisé pour décrire leur musique pour la première fois le 23 février 1984 dans un article du magazine Kerrang! par Malcolm Dome (en), alors qu'il faisait allusion à la musique Metal Thrashing Mad d'Anthrax. Avant cela, Hetfield décrit leur musique comme du « power metal ». Au printemps 1982, Ulrich et Hetfield participent à une soirée à Hollywood dans la boite de nuit le Whisky a Go Go, en compagnie du bassiste Cliff Burton, membre d'un groupe appelé Trauma. Les deux compères sont impressionnés par Burton et sa technique à la pédale wah-wah ; ils lui demandent alors de rejoindre Metallica. Burton, ayant au début décliné l'offre, accepte finalement en fin d'année, à la condition que le groupe se déplace à El Cerrito dans la région de la baie de San Francisco. La première prestation sur scène de Metallica avec Burton se déroule en mars 1983 au nightclub The Stone ; leur premier enregistrement avec Burton prend pour nom Megaforce (1983).

### Kill 'Em AlletRide the Lightning(1983–1984)

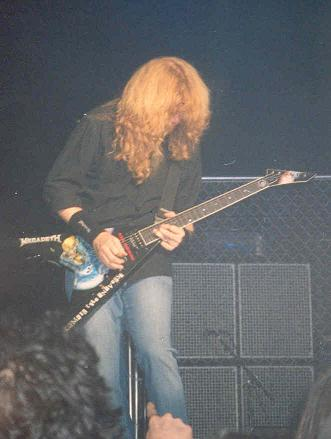
Dave Mustaine.

En mai 1983, Metallica se rend à Rochester, dans l'État de New York, pour enregistrer avec le producteur Paul Curcio son premier album, Metal Up Your Ass. C'est à cette époque, avant le début des sessions d'enregistrement du 11 avril 1983, que le groupe décide d'écarter Dave Mustaine de la formation, du fait de ses problèmes liés à l'alcool, aux drogues et à son comportement violent. Le guitariste d'Exodus, Kirk Hammett, vient dans l'après-midi au sein du groupe pour remplacer Mustaine.
Dave Mustaine, qui conçoit l'idée de fonder le groupe Megadeth, exprime son mécontentement envers Hammett lors de plusieurs entrevues. Il explique s'être « fait voler son boulot ». Il explique « en avoir plein le cul », croyant que la popularité d'Hammett à la guitare solo est due aux morceaux que Mustaine avait lui-même écrit. Dans une entrevue avec Metal Forces en 1985, Mustaine explique : « c'est vraiment marrant de voir comment Kirk Hammett a imité chaque break solo que j'ai fait dans No Life 'til Leather, et qu'il ait été classé meilleur guitariste dans notre magazine. » Sur le premier album de Megadeth, Killing Is My Business... and Business Is Good! (1985), Mustaine inclut la chanson Mechanix, sur laquelle Metallica avait travaillé, la renommant The Four Horsemen sur l'album Kill 'Em All. Mustaine explique qu'il a fait ça pour « renforcer Metallica », car Metallica le considérait alcoolique et incapable de jouer de la guitare. La première prestation sur scène du groupe avec Hammett se déroule le 16 avril 1983 au nightclub The Showplace de Dover, dans le New Jersey, en compagnie de la formation originale d'Anthrax, qui inclut Dan Lilker (en) et Neil Turbin comme groupe de soutien. C'est la première fois que les deux groupes jouent ensemble sur scène.

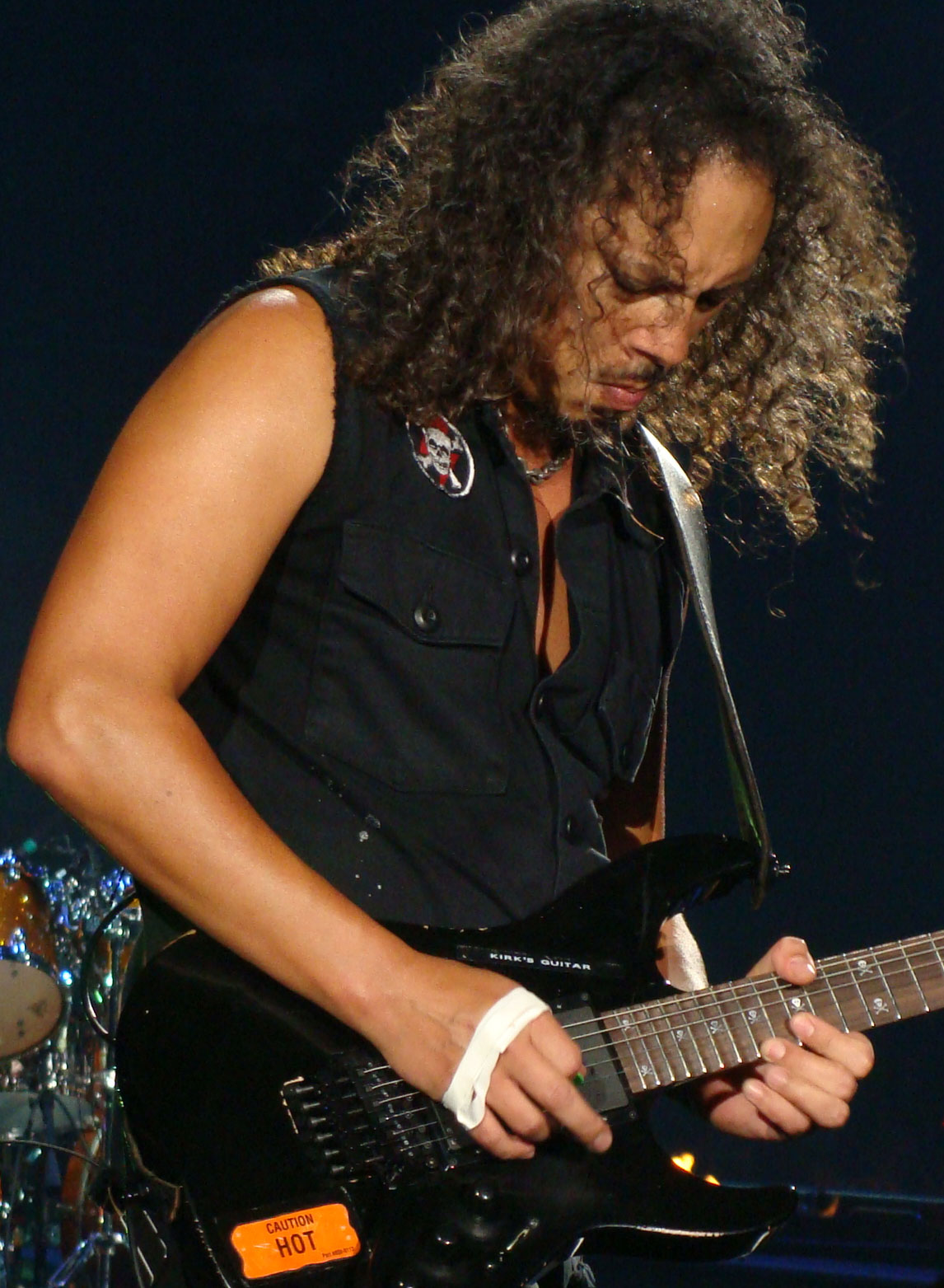
Kirk Hammett en 2009.

Le premier album studio du groupe devait initialement être intitulé Metal Up Your Ass, mais à la suite de conflits avec leur label et le refus des distributeurs de commercialiser l'album sous ce titre, celui-ci est renommé Kill 'Em All. Commercialisé sous le label Megaforce Records aux États-Unis et Music for Nations en Europe, l'album atteint la 120e place du Billboard 200 en 1986 et, bien que l'album ne soit financièrement pas aussi rentable que prévu, certaines chansons comme Whiplash, Seek and Destroy, Hit the Lights et The Four Horsemen permettent à Metallica de se forger une réputation sur la scène metal underground. Le groupe participe à une tournée promotionnelle nommée Kill 'Em All for One avec le groupe Raven, à l'occasion de la parution de leur album. En février 1984, Metallica soutient le groupe Venom à la tournée Seven Dates of Hell, où le groupe joue devant 7 000 spectateurs au Aardschok Festival de Zwolle, aux Pays-Bas.
Metallica enregistre son second album studio, Ride the Lightning, aux Sweet Silence Studios de Copenhague, au Danemark. Commercialisé en août 1984, l'album atteint la 100e place du Billboard 200. D'autres chansons de l'album atteignent également le haut des classements, dont For Whom the Bell Tolls, Fade to Black, Creeping Death et la version instrumentale de The Call of Ktulu. Dave Mustaine est crédité pour Ride the Lightning et The Call of Ktulu.

### Master of Puppets(1986)
Le troisième album studio de Metallica, Master of puppets, est enregistré au studios Sweet Silence à Copenhague (Danemark) et commercialisé en mars 1986. L'album atteint la 29e place du Billboard 200 et resta 130 semaines dans les classements.
C'est le premier album du groupe à être certifié disque d'or le 4 novembre 1986 ; il fut certifié 6 fois disque de platine en 2003. Steve Huey, du magazine All Music, décrit l'album comme la plus grande performance du groupe. Le titre homonyme Master of puppets, critique des drogues et de leur addiction, reste un titre phare du groupe. Après la commercialisation de l'album, Metallica effectue une tournée aux États-Unis. James Hetfield, s'étant brisé le poignet en faisant du skateboard, John Marshall le remplace à la guitare rythmique pendant la tournée.[réf. nécessaire]

### Décès de Burton etGarage Days Re-Revisited(1986–1987)

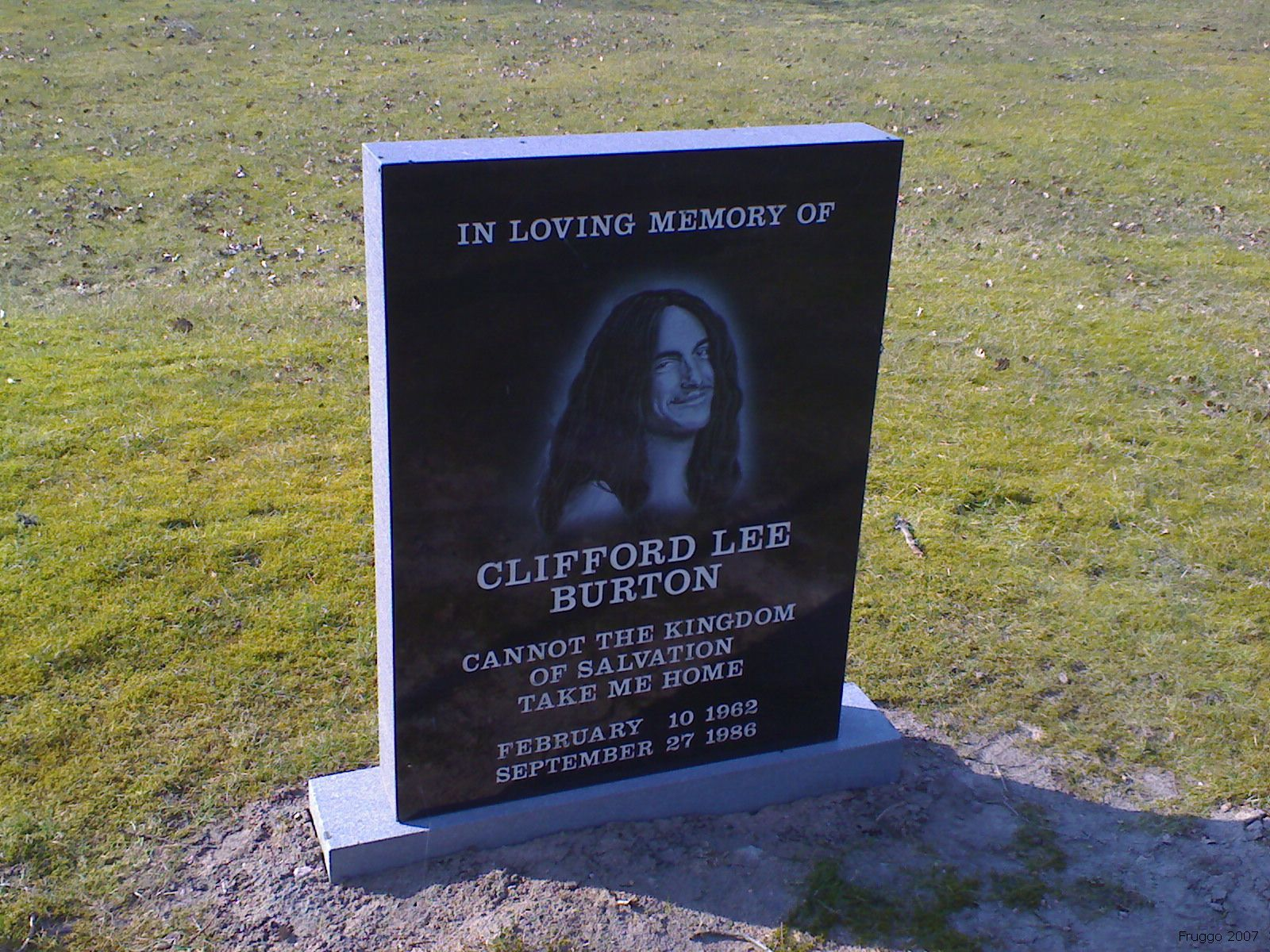
Stèle commémorative de Cliff Burton, près du lieu de son décès lors d'un accident d'autocar en Suède.

Le 27 septembre 1986, lors de la tournée européenne Damage, Inc., les membres tirent au sort leurs couchettes dans leur bus de la tournée. Burton gagne et choisit de prendre la couchette de Hammett. Durant l'aube à Dörarp (en), en Suède, le conducteur perd le contrôle de l'autobus qui glisse sur la chaussée, ce qui mène à plusieurs tonneaux. Ulrich, Hammett et Hetfield ne sont que légèrement blessés ; en revanche, le bassiste Burton, coincé sous le bus, ne survit pas. Hetfield explique : « J'ai vu le bus couché sur lui, seules ses jambes dépassaient, j'ai paniqué… Le conducteur, d'après ce dont je me souviens, voulait retirer la couverture sur laquelle il gisait, j'ai voulu le [le conducteur du bus] tuer. Je ne sais pas s'il était bourré ou si le bus a heurté une plaque de glace, mais tout ce que je sais c'est qu'il conduisait et que maintenant Cliff était mort. » Le décès de Burton laisse un avenir incertain pour Metallica. Les trois membres restants décident pourtant de continuer, pensant que c'est ce qu'aurait voulu Burton ; ils envoient leurs condoléances à sa famille, qui les pousse à ne pas abandonner, et recherchent un nouveau bassiste,.
Lors des auditions, plus de 40 personnes se sont présentées, dont l'ami d'enfance de Kirk Hammett, Les Claypool du groupe Primus, Troy Gregory du groupe Prong, et Jason Newsted, ex-membre du groupe Flotsam and Jetsam. Newsted apprend les titres de Metallica, et est, après les auditions, invité à les rejoindre à San Francisco. Hetfield, Ulrich, et Hammett décident de remplacer Burton par Newsted, il fut intégré officiellement le 28 octobre 1986 et leur première prestation sur scène ensemble se déroule au Country Club de Reseda, en Californie. Les membres décident alors d'« initier » Newsted, en lui faisant manger du wasabi. Après son arrivée au sein de Metallica, le groupe quitte son espace d'entraînement à El Cerrito (surnommé « The Metalli-mansion », une maison de banlieue louée par l'ingénieur du son Mark Whitaker) pour se relocaliser dans les villes voisines de Berkeley et d'Albany, avant de s'installer définitivement à San Rafael, au nord de San Francisco.
Metallica achève sa tournée les premiers mois de 1987. En mars 1987, Hetfield se brise une seconde fois le poignet, alors qu'il faisait du skateboard, forçant le groupe à annuler leur apparition au Saturday Night Live. En août 1987, un extended play (EP) intitulé The $5.98 E.P.: Garage Days Re-Revisited est commercialisé. L'EP, enregistré dans le nouveau studio du groupe, exprime le talent de Newsted et les tensions liées au décès de Cliff Burton. Une vidéo intitulée Cliff 'Em All est présentée en 1987, à la mémoire des trois années passées par Burton au sein de Metallica. Les scènes présentent des morceaux de basse solo, des vidéos amateurs et des photos.

### ...And Justice for All(1988–1990)

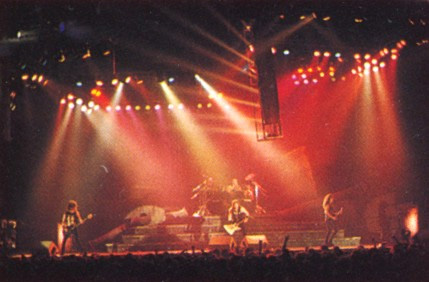
Metallica lors de la tournée promotionnelle pour l'album ...And Justice for All, renommée Damage Justice Tour, avec le bassiste Jason Newsted.

En 1988, ...And Justice for All, le premier album de Metallica depuis le décès de Cliff Burton, est commercialisé. L'album est un succès commercial, atteignant la sixième place du Billboard 200, la première fois pour le groupe. L'album est certifié disque de platine neuf semaines après sa parution. La guitare basse de Newsted est délibérément baissée sur l'album, faisant partie du bizutage continu qu'il a reçu ; ses idées musicales ont été aussi ignorées (cependant, il a été crédité sur le morceau Blackened). Un certain nombre de fans ont été déçus au niveau de la production, notamment sur la batterie jouée par Ulrich (concernant le son de sa caisse claire). La tournée promotionnelle de l'album, nommée « Damaged Justice », suit.
En 1989, Metallica est pour la première fois nommé aux Grammy Awards pour ...And Justice for All (album), dans la nouvelle catégorie « meilleure prestation vocale ou instrumentale de hard rock/metal ». Le groupe est le favori pour remporter ce prix ; cependant, celui-ci est décerné à Jethro Tull pour l'album Crest of a Knave. Ce résultat donne lieu à une controverse parmi les fans et la presse spécialisée, qui contestent le fait que Jethro Tull soit un groupe de hard rock ou de métal, et font valoir que Metallica s'attendait à recevoir son prix après avoir joué sa chanson One. Jethro Tull, conseillé par son manager, n'assistait pas à la cérémonie, Metallica semblait avoir été désigné par avance comme le vainqueur. Cette mésaventure a été classée dans le « Top 10 des plus grands revirements des Grammys » par le magazine Entertainment Weekly.
À la suite de la sortie de ...And Justice for All (album), Metallica fait paraître son premier clip, celui du single One. Dans le clip, le groupe joue cette chanson dans un entrepôt abandonné; les images du groupe sont entrecoupées par des scènes du film Johnny s'en va-t'en guerre, dont ils ont acquis les droits. Le groupe soumet deux versions du vidéoclip à la chaîne MTV, une normale et une remixée, dans le cas où la version remixée serait refusée, mais cette dernière est acceptée ; cette vidéo devient la première de Metallica à arriver aux yeux du grand public. Elle est classée en 1999 38e dans le Top 100 Videos of All Time sur MTV et présentée au 25e anniversaire de ADD Video, qui montre toutes les vidéos à succès diffusées sur cette chaîne ces 25 dernières années.

### Metallica(1990–1993)
En octobre 1990, Metallica entre au studio One on One au nord d'Hollywood pour y enregistrer son album à venir. Le producteur Bob Rock, qui a auparavant travaillé avec des groupes tels qu'Aerosmith, The Cult, Bon Jovi, et Mötley Crüe, est engagé à la production. L'album éponyme Metallica (également connu sous le titre de The Black Album) est remixé trois fois, pour un coût d'un million de dollars. L'album débute à la première place au top des classements de dix pays, avec 650 000 exemplaires vendus aux États-Unis une semaine après sa parution. Cet album reçoit le Grammy Award en 1992, et lors de la cérémonie, Lars Ulrich remerciera ironiquement Jethro Tull de ne pas avoir sorti d'album cette année là.
Metallica attire une audience plus large, et est récompensé à 16 reprises comme disque de platine aux États-Unis, ce qui en fait le 25e album le plus rentable dans l'histoire du disque américain. La production de Metallica et sa tournée promotionnelle sont présentées dans un documentaire intitulé A Year and a Half in the Life of Metallica. Le groupe part en tournée lors du Wherever We May Roam Tour (en) pendant 14 mois, avec des dates de tournées prévues aux États-Unis, au Japon et au Royaume-Uni. En avril 1992, Metallica participe au Freddie Mercury Tribute, et y joue seuls trois chansons. James Hetfield joue ensuite Stone Cold Crazy aux côtés des membres restants de Queen et Tony Iommi. Le titre Stone Cold Crazy sera ensuite enregistré par le groupe en 1998 pour leur album de reprises Garage Inc. qui obtiendra un Grammy Awards pour la meilleure performance métal.
Le 8 août 1992, lors du Guns N' Roses/Metallica Stadium Tour, James Hetfield est atteint de brûlures aux second et troisième degrés sur les bras, le visage, les mains et les jambes, causées par des problèmes pyrotechnique au Stade olympique de Montréal. Newsted explique avec ses propres termes que la peau d'Hetfield « bouillonnait comme dans The Toxic Avenger ». Le guitariste John Marshall, alors membre du groupe Metal Church, remplace à nouveau Hetfield à la guitare rythmique pour le reste de la tournée, car celui-ci était incapable de jouer de la guitare et s’est donc contenté de chanter. Plus tard en 1993, Metallica participe au Nowhere Else to Roam Tour, incluant cinq soirées à Mexico. Le premier coffret du groupe, Live Shit: Binge and Purge, est commercialisé en 1993. Ce coffret contient trois CD live, trois cassettes vidéo, et un ouvrage rempli de lettres.

### Load,Reload,Garage Inc., etS&M(1994–1999)
En 1994, presque trois ans après leur tournée promotionnelle pour l'album Metallica, dont une prestation au Woodstock '94, le groupe revient en studio pour écrire et enregistrer son sixième album. Le groupe fait une courte pause à l'été 1995 et joue trois shows au Donington Park au Royaume-Uni, avec le soutien de Slayer, Skid Row, Slash's Snakepit, Therapy?, et Corrosion of Conformity. Cette courte tournée est appelée Escape from the Studio '95. Le groupe passe pratiquement un an à écrire et enregistrer son nouvel album, Load, paru en 1996, qui a débuté à la première place du Billboard 200 et des ARIA Charts. Il devient le second album du groupe à atteindre cette place. La pochette de Load est créée par Andres Serrano et est nommée Blood and Semen III. L'album marque un tournant musical du groupe et offre une nouvelle image des membres. L'ensemble des membres du groupe subissent un relooking artistique et apparaissent tous les quatre, pour la première fois, les cheveux coupés court. Metallica participe ensuite au festival rock Lollapalooza à l'été 1996,.
Lors de la production de l'album, le groupe écrit assez de chansons pour faire un double album. Il est alors décidé que la moitié des chansons soient commercialisées pendant que le groupe peaufine la seconde moitié, dans un album qui paraît l'année suivante. Cet album s'intitule ReLoad. La pochette est également créée par Serrano, sur laquelle du sang et de l'urine y sont mélangés. ReLoad arrive à la première place du Billboard 200 et atteint la seconde place des charts canadiens. Hetfield explique dans le documentaire Some Kind of Monster que certaines des chansons de ces albums étaient à la base de qualité plutôt médiocres, mais qu'elles ont été retravaillées jusqu'à ce qu'elles soient jugées commercialisables par le groupe. Pour la promotion de ReLoad, Metallica joue au Saturday Night Live de NBC en décembre 1997, avec leurs morceaux Fuel et The Memory Remains, aux côtés de Marianne Faithfull.
En 1998, Metallica fait paraître un autre double album composé de reprises et intitulé Garage Inc.. Le premier disque contient de nouvelles reprises des chansons de groupes comme Diamond Head, Killing Joke, The Misfits, Thin Lizzy, Mercyful Fate, Discharge et Black Sabbath. Le second disque présente le The $5.98 E.P.: Garage Days Re-Revisited original, devenu collector. L'album arrive à la seconde place du Billboard 200,.
Les 21 et 22 avril 1999, Metallica joue avec l'orchestre de la San Francisco Symphony, dirigé par Michael Kamen. Kamen, qui a précédemment travaillé sur le titre Nothing Else Matters, a proposé au groupe en 1991 l'idée d'un orchestre symphonique au sein de Metallica. Kamen et son équipe de plus de 100 musiciens composent alors pour le groupe. À cette occasion, Metallica compose deux nouvelles chansons avec Kamen, No Leaf Clover et -Human. Les enregistrements audio et vidéo paraissent en 1999 sous le titre de S&M, abréviation de Symphony & Metallica. Il arrive à la seconde place du Billboard 200, et à la première place des ARIA Charts et des Top Internet Albums.

### Affaire Napster (2000)

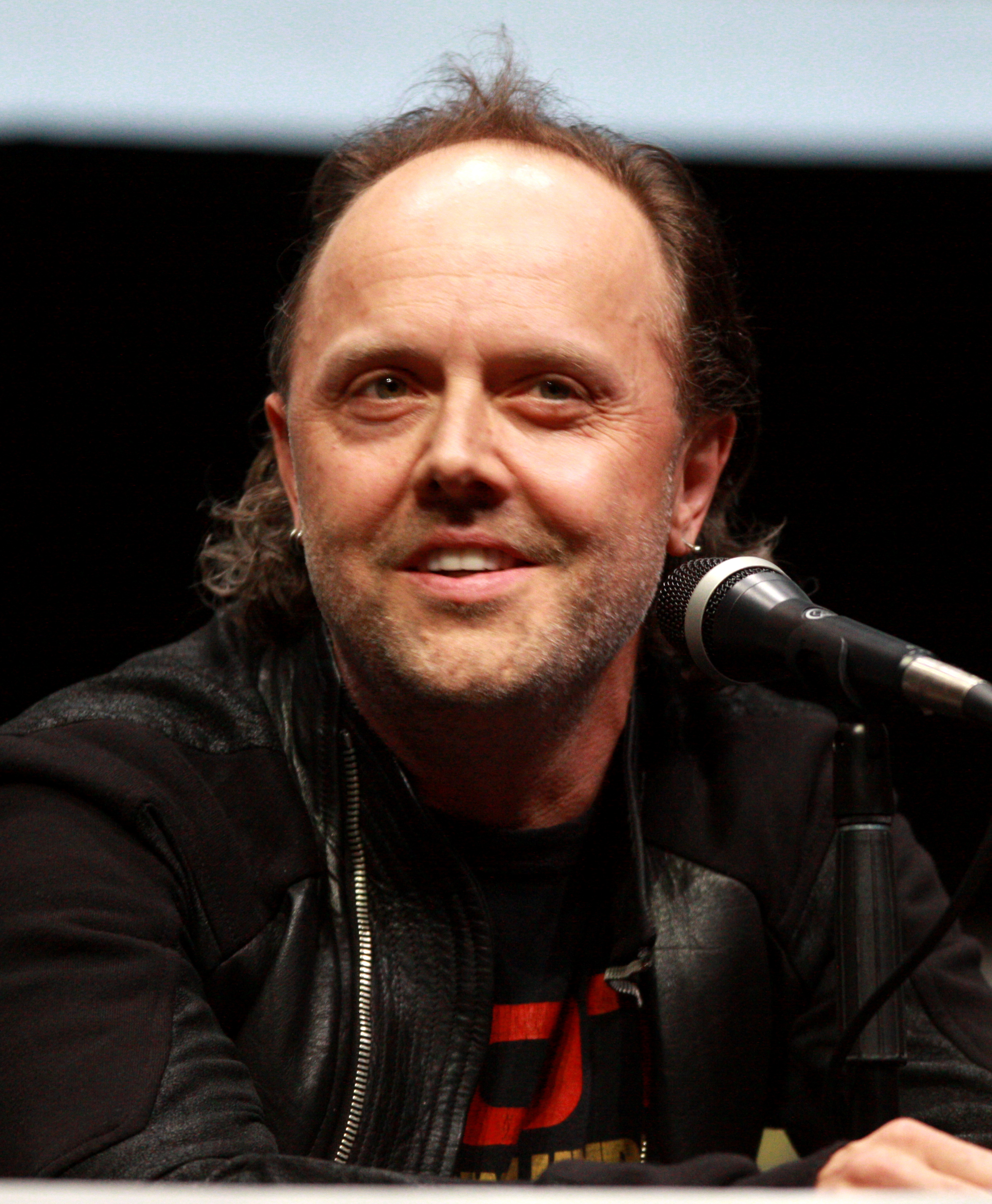
Lars Ulrich a dirigé la poursuite judiciaire contre Napster.

En 2000, Metallica découvre la diffusion radiophonique de leur morceau I Disappear, qui était supposé paraître prochainement sur la bande originale du film Mission: Impossible II. En retraçant les sources, le groupe découvre que ce fichier a été partagé sur la plateforme Napster, en plus de leur catalogue musical entier, mis gratuitement à disposition des utilisateurs. Une action en justice est alors engagée par le groupe contre Napster devant les Cours de district des États-Unis (USC) de Californie, accusant Napster, notamment, d'atteinte aux droits d'auteur du groupe et d'utilisation d'une interface audio illégale,
Ce procès met en cause trois universités pour atteinte aux droits d'auteur : l'université du Sud de la Californie, l'université Yale, et l'université de l'Indiana ; aucune d'entre elles ne s'est prononcée. Yale et Indiana bloquent le service de leurs campus, Metallica retirant alors sa plainte contre ces deux universités. L'USC, cependant, réfléchit sur le sort qu'il compte réserver à Napster. Les administrateurs de l'établissement veulent bannir cette plateforme, du fait qu'elle utilise 40 % de la bande passante, qui pourrait servir à des buts éducatifs.
Metallica engage des membres de NetPD, une agence de conseil en ligne, pour surveiller le service Napster pendant un week-end. Une liste de 335 435 utilisateurs de Napster, qui auraient pu potentiellement partager les musiques de Metallica, est établie et un document de 60 000 pages est envoyé aux bureaux de Napster, Metallica souhaitant leur bannissement. Les utilisateurs sont bannis, le rappeur Dr. Dre se joint au groupe contre Napster, ce qui cause le bannissement de 230 142 utilisateurs.
Le 11 juillet 2000, Lars Ulrich soumet une réclamation auprès du Comité judiciaire du Sénat des États-Unis en regard aux droits d'auteur. Le juge fédéral Marilyn Hall Patel (en) ordonne le blocage d'accès au site pendant 72 heures ou sa fermeture immédiate. Un accord est conclu entre Metallica et Napster, lorsque le conglomérat de médias allemand Bertelsmann BMG décide d'acquérir les droits de Napster pour 94 millions de dollars. Selon les termes de cet accord, Napster accepte de bloquer tout utilisateur partageant de la musique sans le consentement de ses auteurs.

### Départ de Newsted etSt. Anger(2001–2005)

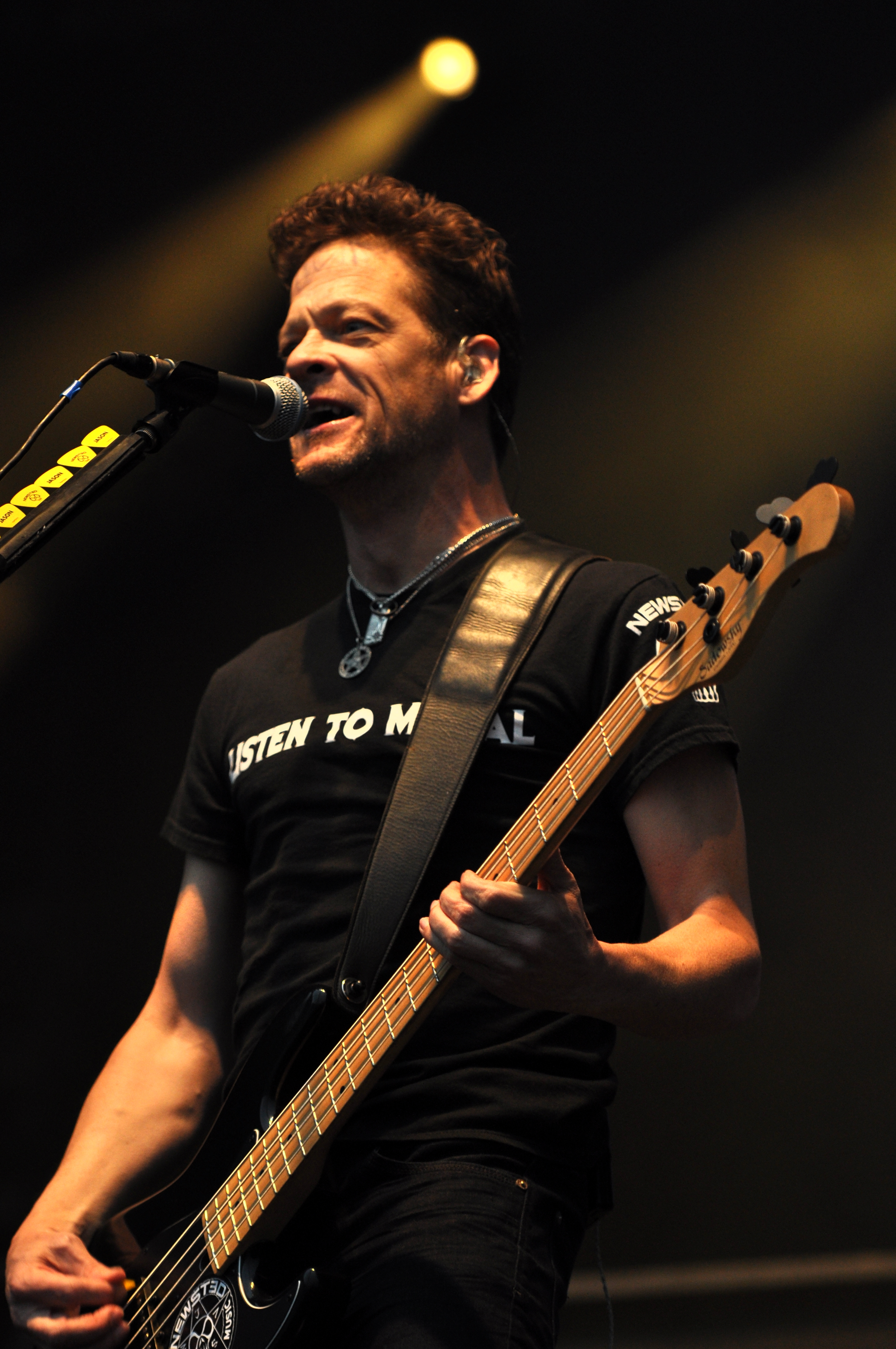
Jason Newsted en 2013.

Le 17 janvier 2001, alors que Metallica prévoit de revenir en studio, le bassiste Jason Newsted quitte le groupe. Il révèle que son départ est lié à « des raisons personnelles et privées, et aux dégâts physiques qu'[il s'est] infligés en jouant la musique qu'[il] aime. » Dans une entrevue avec le magazine Playboy, Newsted révèle son intention d'enregistrer un album avec son projet parallèle, Echobrain (en). James Hetfield est contre, et explique que « quand quelqu'un fait un projet parallèle, ça va à l'encontre de Metallica » et qu’un projet parallèle « c'est comme tromper sa femme. » Newsted contre l'argument d'Hetfield en lui rappelant que ce premier avait prêté sa voix pour le film South Park, le film, et qu'il était apparu dans deux albums de Corrosion of Conformity. Hetfield rétorque : « Mon nom n'a pas été crédité. Et je n'essaye pas de me vendre », et finit par poser la question : « Jusqu'où ça finirait ? Est-ce qu'il va partir en tournée ? Est-ce qu'il va vendre des t-shirts ? Est-ce que ça sera son groupe? ». Newsted raconte plus tard, à Metal Hammer, que ses désaccords avec Metallica au sujet de ses autres projets ont commencé dans les années 1990 lorsqu'il a créé le Chophouse Band en 1992. Après avoir invité Devin Townsend, les autres membres de Metallica ont eu vent de la rencontre ce qui donna lieu à leur premier conflit ; « Je n’avais pas du tout réalisé tout ça ! Je n’étais pas au courant des règles [au sein de Metallica] ; je partageais juste du Metal avec mes amis ! Je me suis effondré devant Lars et James ce jour-là. Je leur ai dit : ‘Je suis désolé, ça n’arrivera plus !’. C’était la première fois [que nous nous confrontions]. »

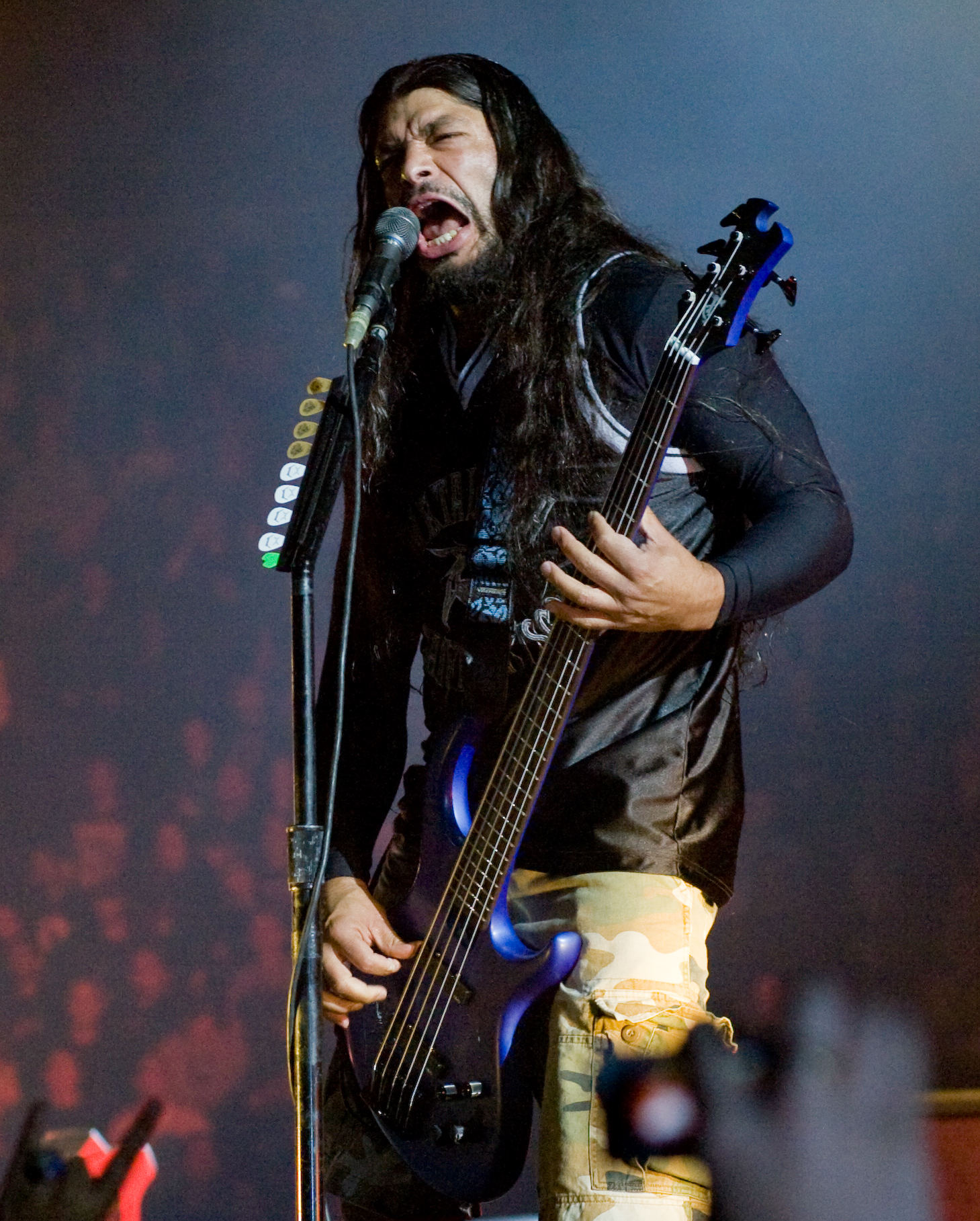
Robert Trujillo, le bassiste de Metallica depuis le 24 février 2003.

En avril 2001, les réalisateurs Joe Berlinger et Bruce Sinofsky (en) suivent Metallica lors de l'enregistrement de leur album à venir. Pendant deux ans, plus de 1 000 heures de tournage sont effectuées. Le 19 juillet 2001, avant la session d'enregistrement, Hetfield entame une cure de désintoxication contre l'« alcool et d'autres addictions. » Les enregistrements prévus sont mis au point mort, et l'avenir du groupe est incertain. Hetfield termine sa cure le 4 décembre 2001 et le groupe revient en studio le 12 avril 2002, bien que Hetfield doive se limiter à quatre heures de travail par jour, de midi à 16 h, et passer le reste de son temps aux côtés de sa famille.
Les scènes tournées par Berlinger et Sinofsky sont incluses dans un documentaire intitulé Some Kind of Monster, diffusé en avant-première au Sundance Film Festival en janvier 2004. Dans ce documentaire, Jason Newsted explique la décision prise par ses anciens compagnons d'engager un psychiatre pour les aider à résoudre leurs problèmes ; Newsted considère qu'ils auraient pu les résoudre tout seuls, mais qu'ils sont « vraiment faibles et pathétiques ». Pendant le processus d'enregistrement, le producteur Bob Rock joue de la basse, à la fois dans l'album et durant les quelques soirées jouées par Metallica durant cette période. Une fois l'enregistrement accompli, début 2003, le groupe commence ses auditions pour le remplacement de Newsted. Les bassistes auditionnés incluent Pepper Keenan, Jeordie White, Scott Reeder (en), Eric Avery, Danny Lohner, et Chris Wyse (en). Lors des trois mois qui suivent les auditions, Robert Trujillo, l'ancien membre du groupe Suicidal Tendencies et d'Ozzy Osbourne, est sélectionné. Il devient officiellement le 24 février 2003 le bassiste de Metallica. Tandis que Metallica avance, de son côté Newsted rejoint en 2002 le groupe canadien de thrash metal Voivod, et remplace Trujillo dans le groupe d'Osbourne pendant l'Ozzfest de 2003.
En juin 2003, le huitième album studio de Metallica, St. Anger arrive à la première place du Billboard 200, mais est accueilli de manière mitigée. Le son de la batterie d'Ulrich et l'absence de guitare solo ont particulièrement été critiqués. Kevin Forest Moreau, du site Shakingthrough.net et Brent DiCrescenzo du site Pitchfork accueillent peu favorablement l'album, contrairement aux magazines Blender et le New York Magazine. Le titre principal, St. Anger, remporte en 2004 un Grammy Award dans la catégorie « meilleure prestation de musique metal », et est utilisé au SummerSlam 2003 de la fédération américaine de catch, la WWE.
Avant leur apparition au Download Festival de 2004 au Royaume-Uni, Lars Ulrich est conduit d'urgence à l'hôpital à la suite d'une importante crise d'angoisse et se retrouve dans l'incapacité de jouer. Hetfield cherche alors des volontaires pour remplacer Ulrich à la dernière minute. Le batteur de Slayer, Dave Lombardo et le batteur de Slipknot, Joey Jordison, se portent volontaires. Lombardo joue les chansons Battery et The Four Horsemen, notamment. Après deux ans de tournée promotionnelle pour St. Anger au Summer Sanitarium Tour 2003 et au Madly in Anger with the World Tour en compagnie de Godsmack, les membres de Metallica font une pause et passent la majeure partie de l'année 2005 auprès de leurs familles. Cependant, pour deux soirées les 13 et 15 novembre 2005, Metallica joue avec The Rolling Stones à l'AT&T Park de San Francisco.

### Death Magnetic(2006–2011)

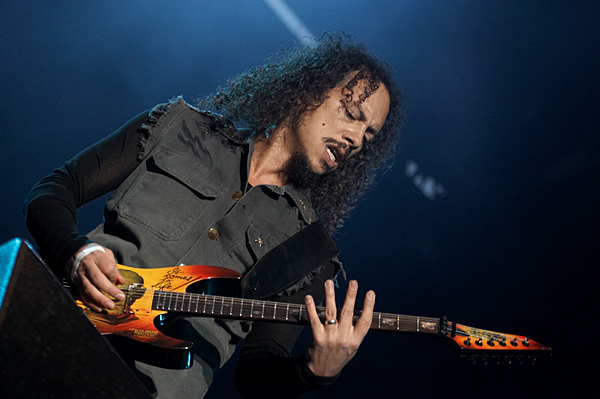
Kirk Hammett sur scène en 2007.

En décembre 2006, Metallica fait paraître un DVD intitulé The Videos 1989–2004, vendu à 28 000 exemplaires en une semaine, paraissant au Billboard Top Videos à la troisième place. Le groupe compose une reprise du titre The Ecstasy of Gold d'Ennio Morricone pour un album, We All Love Ennio Morricone, par la suite commercialisé en février 2007. Cette reprise est proposée pour un Grammy à la 50e édition des Grammy Awards dans la catégorie « meilleure prestation instrumentale de musique rock ». The Ecstasy of Gold est la musique d'introduction de Metallica depuis leurs concerts des années 1980. Cependant, c'est le groupe lui-même qui joue ce morceau, avec une nouvelle interprétation de la guitare. En 2006, Metallica annonce sur son site Internet officiel, après 15 ans de collaboration, que le producteur Bob Rock ne produira pas l'album à venir du groupe. Celui-ci choisit alors de travailler avec Rick Rubin. Metallica prévoit la date de parution du nouvel album, intitulé Death Magnetic pour le 12 septembre 2008, en plus d'un clip tiré d'un titre de l'album, The Day That Never Comes.
Le 2 septembre 2008, une boutique française[Laquelle ?] commence la vente de Death Magnetic, soit deux semaines avant la date officielle de sortie prévue dans le monde entier ; résultat, l'album est mis gratuitement à disposition sur les plateformes de partage de fichiers. De ce fait, le label britannique Vertigo Records, chargé de la distribution de l'album, fait paraître l'album le 10 septembre 2008, soit deux jours avant sa date prévue. Des rumeurs non confirmées circulent, selon lesquelles Metallica ou Warner Bros. avaient engagé des poursuites judiciaires contre la boutique, malgré quelques notes du batteur Lars Ulrich sur le partage Internet,. Death Magnetic arrive à la première place aux États-Unis avec 490 000 exemplaires vendus. Metallica devient le premier groupe à atteindre cinq fois de manière consécutive le Billboard 200. Une semaine après sa parution, Death Magnetic reste à la première place du Billboard 200, ainsi qu'à la première place des classements européens, et devient l'un des albums les plus rentables du marché australien de l'année 2008.
Death Magnetic est, pour la troisième semaine consécutive, classé en tête du Billboard 200. Metallica est le premier groupe, entre autres avec l'artiste Jack Johnson et la sortie de son album Sleep Through the Static, à rester en tête du Billboard 200 pendant trois semaines consécutives en 2008. Death Magnetic reste également en tête des charts Hard Rock, Modern Rock/Alternative and Rock de Billboard pendant cinq semaines consécutives. À l'international, l'album atteint la première place dans les classements de 32 pays dont le Royaume-Uni, le Canada, et l'Australie,,,. En novembre 2008, le contrat entre Metallica et Warner Bros. arrive à échéance et le groupe prévoit de diffuser son album à venir sur Internet,. Le 14 janvier 2009, Metallica est annoncé au Rock and Roll Hall of Fame pour le 4 avril 2009 et l'ancien bassiste Jason Newsted (qui avait quitté le groupe en 2001) est prévu pour jouer avec le groupe à la cérémonie. À la base, le groupe s'était concerté, le bassiste Robert Trujillo étant d'accord pour ne pas jouer, car il « voulait voir jouer le groupe du Black Album. » Cependant, pendant qu'ils jouaient les titres Master of Puppets (chanson) et Enter Sandman, Trujillo et Newsted étaient tous les deux sur scène. Metallica invite également Dave Mustaine à la cérémonie, mais ce dernier décline cependant en raison des tournées qu'il doit faire en Europe.

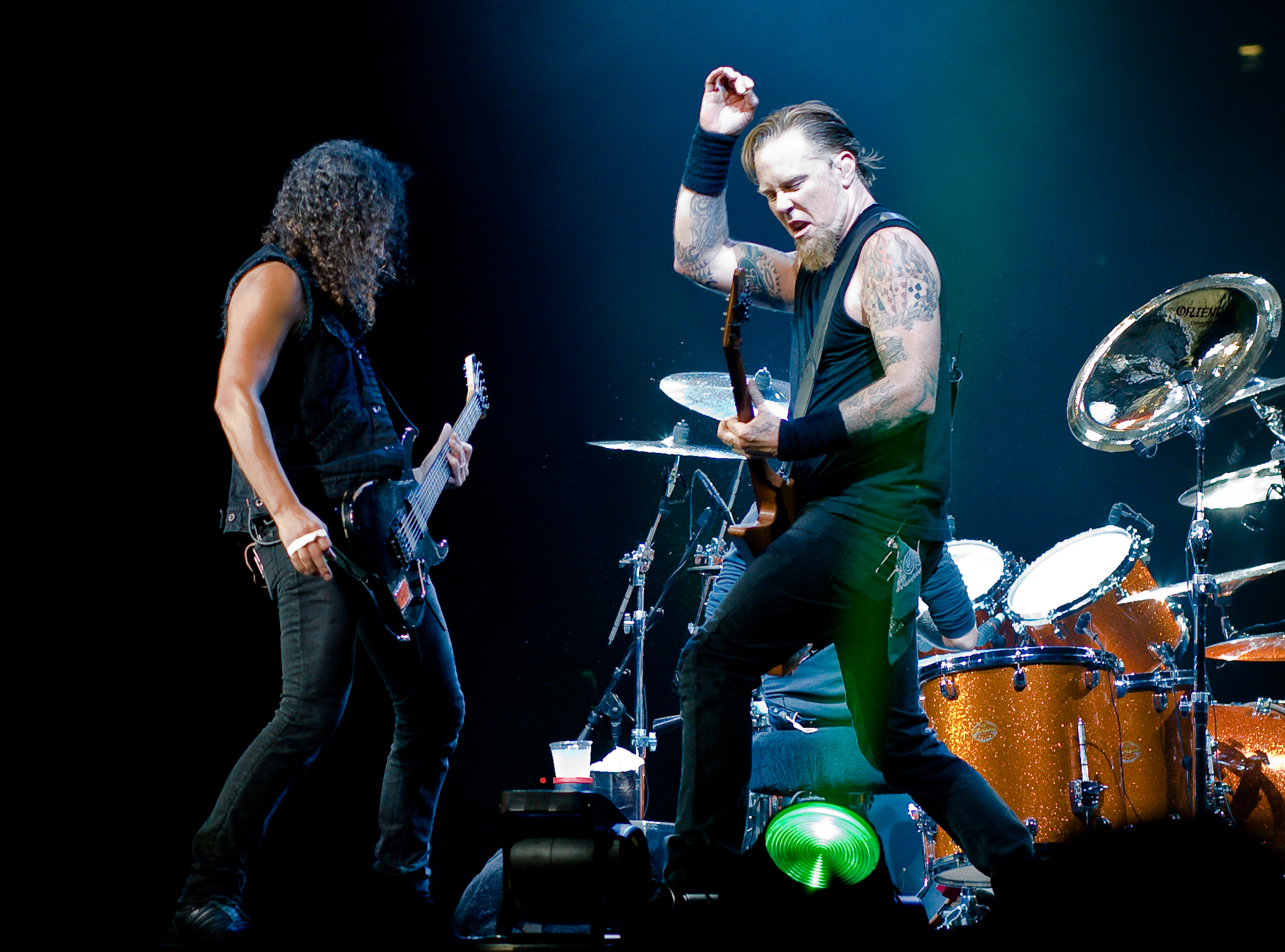
Kirk Hammett et James Hetfield, sur scène à Londres, en 2008.

Le 16 juin 2010 Metallica, Slayer, Megadeth, et Anthrax jouent ensemble pour la première fois durant la soirée à l'aéroport de Bemowo à Varsovie (Pologne). Une autre soirée se déroule le 22 juin 2010 à Sofia, en Bulgarie, et est retransmise par satellite. Les groupes participent à d'autres dates de tournées, le 26 juin à Bucarest, en Roumanie, et le 27 juin à Istanbul, en Turquie. Le 28 juin 2010, Death Magnetic est certifié deux fois disque de platine par la RIAA. Le World Magnetic Tour du groupe s'achève le 21 novembre 2010 à Melbourne, en Australie. Metallica participe à une tournée promotionnelle pour leur album Death Magnetic pendant deux ans. Pour terminer en beauté leurs dates de tournées australiennes et néo-zélandaises, un EP en édition limitée, intitulé Six Feet Down Under, est commercialisé. L'EP est suivi de Six Feet Down Under (Part II), commercialisé le 12 novembre 2010. Le 26 novembre 2010, Metallica fait paraître un autre EP live, intitulé Live at Grimey's, enregistré en juin 2008 au Grimey's Record Store de Nashville, juste avant leur apparition au Bonnaroo Music Festival cette même année.
Dans une entrevue en juin 2009, avec la chaîne télévisée italienne Rock TV (en), Lars Ulrich explique l'intention de Metallica de participer à une tournée en août 2010, sans particulièrement prévoir un dixième album, bien qu'une nouvelle collaboration avec Rick Rubin soit envisagée. Selon le site Blabbermouth, le groupe commencerait l'enregistrement d'un dixième album d'ici mai 2011. Dans une entrevue en novembre 2010 avec The Pulse of Radio[Quoi ?], Ulrich explique l'intention de Metallica d'écrire de nouvelles chansons en 2011. Dans une entrevue au concert Big Four en avril 2011, le bassiste Robert Trujillo explique que Metallica travaillera de nouveau aux côtés du producteur Rick Rubin pour l'album à venir. En juin 2011, Rubin annonce le début de l'écriture du nouvel album de Metallica.
Le 9 novembre 2010, Metallica annonce sa participation au Rock in Rio Festival, à Rio de Janeiro, pour le 25 septembre 2011,. Le 13 décembre 2010, le groupe annonce encore une fois sa participation au Sonisphere Festival britannique, pour le 8 juillet 2011. C'est la première fois que les « big four » se réunissent dans la même soirée au Royaume-Uni. Le concert se déroule au Knebworth House, à Hertfordshire. Le 17 décembre 2010, une autre prestation du « big four » se déroule au Sonisphere en France le 9 juillet. Le 25 janvier 2011, une autre prestation des « big four » est annoncée aux États-Unis. Elle se déroule le 23 avril 2011 à Indio, en Californie, dans l'Empire Polo Club. C'est la première fois que les « big four » se retrouvent ensemble dans la même soirée aux États-Unis. Le 17 février 2011, une autre soirée est annoncée en Europe, la prestation se déroule à Gelsenkirchen, en Allemagne, le 2 juillet 2011. Le 22 février 2011, le « big four » est annoncé pour une soirée à Milan, en Italie, le 6 juillet 2011. Le 2 mars 2011, un autre concert est annoncé à Göteborg, en Suède, le 3 juillet 2011 à l'Ullevi Stadion.

### LuluetThrough the Never(2011–2015)
Le 15 juin 2011, Metallica annonce une session d'enregistrement aux côtés de l'auteur-compositeur Lou Reed. L'album, intitulé Lulu, est enregistré pendant des mois, et se compose en définitive de dix chansons inspirées des pièces de théâtre de Frank Wedekind : Earth Spirit et Pandora's Box. L'album est commercialisé le 31 octobre 2011. L'enregistrement a été problématique, du fait que Lars Ulrich a été défié par Lou Reed à un « combat de rue ». Le 16 octobre 2011, Robert Trujillo confirme le retour du groupe en studio pour un nouvel album.
Metallica devait faire son apparition en Inde pendant le concert India Rocks, pour la promotion du Grand Prix automobile d'Inde 2011. Cependant, le concert est annulé à cause de problèmes de sécurité. Des fans sont montés sur scène pendant l'événement et les organisateurs ont été arrêtés pour fraude. Metallica apparaît pour la première fois en Inde, à Bangalore le 30 octobre 2011,. Le 10 novembre 2011, le groupe est annoncé au Download Festival de Donington Park, en Angleterre pour le 6 juin 2012, afin d'y jouer The Black Album dans son intégralité. En décembre 2011, Metallica fait paraître des chansons exclusives, composées mais non incluses sur l'album Death Magnetic. Le 13 décembre 2011, ils font paraître Beyond Magnetic, un EP mis en ligne sur iTunes. Également en décembre 2011, Metallica fête son 30e anniversaire en jouant quatre shows à Fillmore, San Francisco. Ces shows sont uniquement réservés aux membres du Met Club et les tickets sont vendus à 6 $ (ou 19,81 $ pour les quatre nuits). Ces shows se composent de toutes les chansons jouées depuis la création de Metallica, en compagnie de nombreux artistes invités, et sont notables grâce à la présence de Dave Mustaine, Jason Newsted, Glenn Danzig, Ozzy Osbourne, Jerry Cantrell, Apocalyptica, les membres de Diamond Head, et King Diamond,.
Le 7 février 2012, Metallica annonce son intention de participer à un nouveau festival, l'Orion Music + More (en), qui se déroule les 23 et 24 juin 2012 à Atlantic City (New Jersey). Dans une entrevue effectuée en juin 2012 avec la station de radio canadienne 99.3 The Fox, Lars Ulrich révèle que le groupe ne commercialisera pas leur nouvel album avant 2014. En novembre 2012, Metallica quitte Warner Bros. Records et lance son propre label discographique indépendant, Blackened Recordings, dans lequel leurs futurs albums seront commercialisés. Ils acquièrent tous les droits de leurs précédents albums, qui seront de nouveau commercialisés par ce label. Les albums de Blackened seront distribués via Rhino Records aux États-Unis, et Universal Music à l'international,. Le 20 septembre 2012, Metallica annonce, sur son site Internet, la parution prochaine d'un DVD, composé de concerts tournés à Québec en 2009, pour décembre 2012. Le film musical, intitulé Quebec Magnetic, est commercialisé aux États-Unis en 2012. Concernant leur album à venir, Lars Ulrich explique au magazine Classic Rock : « Ce qu'on est en train de faire ressemble à une suite (de Death Magnetic) ». Comme annoncé en 2013, le groupe lance son premier film concert en 3D, intitulé Through the Never, réalisé par Nimród Antal et paru dans les cinémas IMAX le 27 septembre 2013.
Lars Ulrich explique dans une entrevue que « 2014 sera l'année d'un nouvel album de Metallica », et que ce dernier devrait paraître en 2015. Kirk Hammett et Robert Trujillo confirment l'intention du groupe de retourner en studio. Au second concert d'Orion Music + More qui se déroule à Détroit, le groupe joue sous le faux-nom de « Dehaan ». « Dehaan » est un nom inspiré de Dane DeHaan, qui a joué dans Through the Never (2013). Ils jouent leur premier album Kill 'Em All dans son intégralité, pour célébrer le 30e anniversaire de l'album. Le 8 décembre 2013, le groupe joue en Antarctique dans un show qu'ils nomment Antarctica: Freeze 'Em All ; le groupe devient ainsi le premier au monde à avoir joué sur les sept continents. La prestation est filmée puis commercialisée dans un album live le même mois et est reconnue en septembre 2014 par le Guinness World Record. En 2014, Metallica organise une tournée mondiale, appelée Metallica by request, dans laquelle le groupe demande via les réseaux sociaux à ses fans les musiques qu'ils aimeraient entendre. Le 8 novembre 2014, le groupe est invité à se produire pour la cérémonie de clôture de la BlizzCon 2014. En septembre 2015, Metallica se produit pour une dernière fois le 14 septembre dans le mythique Colisée Pepsi de Québec, ce qui clôt 26 ans et 8 spectacles dans le Colisée. Deux jours plus tard, soit le 16 septembre, ils ont été le premier groupe à jouer dans le Centre Vidéotron, accueillis par 20 000 spectateurs.

### Hardwired... to Self-Destruct(2016–2019)
À la suite des attentats du 13 novembre à Paris, Metallica choisit de rendre hommage aux victimes, annonçant le 24 février 2016 la sortie d'un album live, enregistré en 2003 dans la salle de concert du Bataclan,.
Avec pour titre Liberté, Egalité, Fraternité, Metallica! - Live at Le Bataclan, Paris, France - June 11th, 2003 (it), en hommage à la devise de la république française « Liberté, Égalité, Fraternité », ce disque de Metallica sortira le 16 avril pour coïncider avec le Disquaire Day, la journée internationale des disquaires indépendants parrainée cette année par le groupe. L'album regroupera les enregistrements de neuf chansons que le groupe avait jouées au Bataclan le 11 juin 2003 lors d'une journée exceptionnelle de concerts à Paris. Les recettes de l'album iront à « Give for France », une initiative internationale de levée de fonds proposée par la Fondation de France en faveur des familles des morts et des blessés des attentats.
Le 18 novembre 2016, le groupe sort un double-album intitulé Hardwired… to Self-Destruct. La sortie est précédée par la publication sur internet de clips vidéo pour chacun des morceaux de l'album. Metallica enregistre aussi le 15 novembre un mini-concert pour l'émission Le Grand Journal. En février 2018, Metallica est récompensé par le prix Polar Music.
Durant sa tournée en Europe en 2019, Metallica sera accompagné des groupes Ghost et Bokassa. Metallica fait des concerts depuis le 1er mai 2019. Metallica a composé l'album Hardwired To Self - Destruct. Une action forte en émotions pour la Roumanie, Metallica a fait un don pour la construction du premier hôpital spécialisé en cancérologie dans le pays.
Fin 2019, Metallica annule sa tournée en Australie et en Nouvelle-Zélande. James Hetfield retourne en cure de désintoxication pour combattre ses dépendances,.

### S&M 2et72 Seasons(2019–2026)
En septembre 2019, afin de souligner les vingt ans du spectacle avec l’Orchestre symphonique de San Francisco, le groupe répète l'expérience tout en inaugurant le Chase Center – le nouvel amphithéâtre de 18 064 places de San Francisco. Accompagné de près de 80 musiciens avec et d'une apparition spéciale du légendaire chef d’orchestre Michael Tilson Thomas, les membres du quatuor jouent durant plus de deux heures et demi. Le tout est immortalisé par un film et un disque, S&M2, qui sort le 28 août 2020 via la maison de disque du groupe, Blackened Recordings,.
En 2022, Metallica participe pour la première fois au festival Hellfest.
Le 28 novembre 2022, le groupe sort le single Lux Æterna en annonçant la sortie de son onzième album studio, 72 Seasons prévu pour le 14 avril 2023. Le groupe annonce également une tournée mondiale, le M72 World tour, avec deux concerts au Stade de France prévus les 17 et 19 mai 2023. La tournée est fondée sur le concept original de deux concerts consécutifs dans chaque lieu, proposant deux listes de morceaux différents. 
En 2025, le groupe étant son M72 Tour jusqu’en 2025 avec plusieurs groupe comme Limp Biskit et Pantera. Le 22 mai 2025, le groupe annonce une tournée européenne en 2026 pour poursuivre le M72 Tour, avec les groupes Gojira, Pantera, Avatar et Knocked Loose en premières parties. Il n'y a pas de dates en France mais le passera notamment dans la ville de Zurich en Suisse le 27 mai 2026.

## Style musical et textes
Metallica est influencé par les premiers groupes et musiciens de heavy metal et de hard rock comme  Scorpions, Black Sabbath, Deep Purple, Led Zeppelin, Queen, Ted Nugent, AC/DC, Rush et Aerosmith, des groupes de la New wave of British heavy metal comme Iron Maiden, Saxon, Diamond Head,  Venom, Motörhead, Judas Priest, et des groupes de punk rock comme The Ramones, les Sex Pistols, et The Misfits ainsi que The Stranglers.
Metallica utilise la musique The Ecstasy of Gold d'Ennio Morricone comme introduction à ses concerts. Cette musique est présente dans la scène mythique du film Le Bon, la Brute et le Truand, lors de la course du cimetière.
Les premières chansons de Metallica contiennent un tempo rapide, des solos harmoniques et des instrumentaux de 9 minutes. Steve Huey, du site AllMusic, explique que la chanson Ride the Lightning met en valeur « l'étendue, les épopées progressives. » Huey estime que Metallica a revu sa technique de composition, devenue plus agressive, abordant des sujets plus personnels et socialement responsables. Les thèmes explorés sur Master of Puppets incluent les leaders religieux et militaires, la rage, la folie, les monstres, et les drogues.

## Récompenses
- Grammy Awards[71] :
  - 1990 : Meilleure prestation de musique metal – One
  - 1991 : Meilleure prestation de musique metal – Stone Cold Crazy
  - 1992 : Meilleure prestation de musique metal – Metallica
  - 1999 : Meilleure prestation de musique metal – Better than You
  - 2000 : Meilleure prestation de musique hard rock – Whiskey in the Jar
  - 2001 : Meilleure prestation instrumentale de rock – The Call of Ktulu, avec Michael Kamen et la San Francisco Symphony
  - 2004 : Meilleure prestation de musique metal – St. Anger
  - 2009 : Meilleure prestation de musique metal – My Apocalypse
  - 2014 : Meilleure prestation de musique metal – One, avec Lang Lang
  - 2017 : Meilleure prestation de musique metal Moth into flame avec Lady Gaga
  - 2024 : Meilleure prestation de musique metal – 72 Seasons
- MTV Video Music Awards :
  - 1992 : Meilleure vidéo de musique metal – Enter Sandman
  - 1996 : Meilleure vidéo de musique metal – Until It Sleeps
- American Music Awards :
  - 1996 : groupe préféré : Heavy Metal/Hard Rock: Metallica – Load
  - 1996 : Chanson de metal/hard rock – Until It Sleeps
- Billboard Music Awards :
  - 1997 : Billboard Rock and Roll Artist of the Year – Metallica (RIAA Diamond Award)
  - 1999 : Catalogue musical de l'année – Metallica
  - 1999 : Catalogue musical de l'année – Metallica
- Kerrang! Awards :
  - 2003 : Hall of Fame – Metallica
  - 2003 : Meilleur groupe international – Metallica
  - 2004 : Meilleur groupe de la planète – Metallica
  - 2008 : Inspiration Award Winner – Metallica
  - 2009 : Meilleur album – Death Magnetic
- Echo Awards
  - 2017: groupe international de l'année - Hardwired… to Self-Destruct

## Membres

### Membres actuels
- James Hetfield – chant, guitare rythmique (depuis 1981)
- Lars Ulrich – batterie, percussions (depuis 1981)
- Kirk Hammett – guitare solo, chœurs (depuis 1983)
- Robert Trujillo – basse, chœurs (depuis 2003)

### Anciens membres
- Lloyd Grant – guitare solo (1981)
- Ron McGovney – basse (1981–1982)
- Dave Mustaine – guitare solo (1981–1983)
- Cliff Burton – basse (1982–1986 ; décédé en 1986)
- Jason Newsted – basse (1986–2001)
- Bob Rock – basse (2002–2003)

### Autres
Musiciens en concert à la batterie (en remplacement de Lars Ulrich)
- Dave Lombardo
- Flemming Larsen
- Joey Jordison

Musiciens additionnels / invités
- Michael Kamen - Arrangement orchestral (sur le Black Album)
- Marianne Faithfull - Chant (sur le titre The Memory Remains)
- Bernado Bigalli - Violon (sur le titre Low Man's Lyric)
- Jerry Cantrell - Guitare (sur le titre Tuesday's Gone)
- Les Claypool - Banjo (sur le titre Tuesday's Gone)

## Discographie

### Albums studio
- 1983 : Kill 'Em All
- 1984 : Ride the Lightning
- 1986 : Master of Puppets
- 1988 : ...And Justice for All
- 1991 : Metallica
- 1996 : Load
- 1997 : ReLoad
- 1998 : Garage Inc.
- 2003 : St. Anger
- 2008 : Death Magnetic
- 2016 : Hardwired… to Self-Destruct
- 2023 : 72 Seasons

## Documentaires
- 2004 : Some Kind of Monster
- 2023 : Affaires sensibles : l'histoire mouvementée de Metallica[161]

## Dans la culture populaire
Le groupe est apparu, mentionné ou parodié dans plusieurs œuvres de la culture populaire :
- Dans l’univers de bande dessinée japonaise Yū Yū Hakusho, l’un des personnages principaux (Kazuma Kuwabara) et sa bande de caïds lycéens obtiennent des places pour le concert de leur groupe de musique favori, décrit dans l’adaptation animée[162] avec ferveur par l’intéressé comme « les dieux du heavy metal » (「ヘビメタの神」?) : le groupe étranger « Megallica » (メガリカ?), clin d’œil parodique conjoint avec le groupe de l’ancien membre Dave Mustaine (Megadeth)[163] ;
- le groupe est parodié dans l’univers de la série d’animation étasunienne South Park ; le co-créateur Trey Parker y prête sa voix à James et Lars[164] ;
- le groupe se parodie lui-même dans l’univers de la série d’animation étasunienne Les Simpson[165].
- Dans la Saison 4 de la série Stranger Things "Master Of Puppets" est jouée par Eddie Munson dont la prestation a été saluée par le groupe lors d'une interview avec l'interprète Joseph Quinn qui a reçu une guitare dédicacée par le groupe, et lors du concert suivant, la scène de l'épisode a été retransmise en même temps que la musique sur écran géant.
- Dans l'épisode 3 de la saison 1 de Mercredi (série télévisée) "Nothing Else Matters" est jouée par Mercredi Addams au violoncelle à la fin de l'épisode.